# 龙华街道 (吉林市)
龙华街道，是中华人民共和国吉林省吉林市龙潭区下辖的一个乡镇级行政单位。

## 行政区划
龙华街道下辖以下地区：
龙华社区、新村社区、汉阳社区和龙江社区。